# Hopewell (New Jersey)
Pour les articles homonymes, voir Hopewell.
Hopewell est une municipalité américaine située dans le comté de Mercer au New Jersey.
Lors du recensement de 2010, sa population est de 1 922 habitants. La municipalité s'étend sur 0,70 milles carrés (1,81 km2).
Le borough est créé le 14 avril 1891 à partir d'une partie du township de Hopewell.